# Хведчин Юрій Йосипович
Хведчин Юрій Йосипович (8 січня 1936, місто  Мости) — Науковий діяч.

## Біографія
Народився 8 січня 1936 року у м. Мості Гродненського повіту Польщі (сьогодні м. Мости Гродненської області) Білорусії.
Навчався у 1953–1958 рр. в УПІ ім Івана Федорова.
Захистів кандидатських дисертацію на тему «Дослідження фарбоподаючої групи машин високого і офсетного друку» у 1971 році.
На викладацькій роботі з 1969 року.
Автор понад 135 наукових та навчально-методичних публікацій, у тому числі 2-х підручників та 3-х навчальних посібників з грифом МОН України, 2-х підручників з грифом УМО Російської Федерації.
Викладає дисципліни:
- «Технологія пакування та зберігання пакування ПРОДУКТІВ»
- «Пакувальне обладнання»
- «Нові технології у пакувальній промисловості»

Напрям наукової діяльності: розрахунок машин й механізмів брошурувально-палітурного устаткування; Дослідження матеріаломісткості тари й упаковки.